# Кунсткамера
Кунсткамера (рус. Кунстка́мера) је први музеј у Русији. Основан је од стране Петра Великог и завршен 1727. године, у Кунсткамеровој згради налази се Музеј антропологије и етнографије Петра Великог, са збирком од скоро два милиона предмета. Налази се на универзитетској обали у Санкт Петербургу, окренут према Зимском двору.

## Историја
Кунсткамер је основао Петар Велики на обали реке Неве. Обрађена барокна зграда коју је дизајнирао Георг Јохан Матернови, завршен је до 1727. Камен темељац за Кунсткамер постављен је 1719. године. Назив Кунсткамер потиче из немачког језика.
Кунсткамер се често посматра као случајна колекција неконзистентних реткости, али чини се да су колекције прикупљене по добро осмишљеном плану. Главни интерес Петра Великог био је у природи.
Петар Велики је подстакао истраживање деформитета, покушавајући да деблокира сујеверни страх од чудовишта.
Године 1716. Петар је основао Минерални кабинет у Кунсткамеру, депонујући тамо збирку од 1195 минерала, коју је купио од Готвалда, Данзиговог доктора. Колекција је обогаћена руским минералима. Био је то претходник Природњачког музеја Ферсман, сада седиште у Москви. 
Када посетилац прође просторије са узбудљивим етнолошким колекцијама које су са свих континената донели руски антрополози од 18. до 20. века, наићи ће на салу са називом: „Прве природњачке колекције Кунсткамере“ (рус. „Первые естественнонаучные коллекции Кунсткамеры“) у којој се налази најстарија музејска збирка, коју је сакупио лично Петар Велики почетком 18. века.
На старинским полицама у стотинама стаклених тегли у раствору стоје делови људских тела и ембриона украшених цвећем, морским створењима и малим чипканим прекривачима. У другим теглама стоје препарирана новорођена деца и делови њихових тела са свим могућим врстама деформитета. Међу витринама су распоређени мали костури сијамских близанаца сраслих на најразличитије начине и препарирана наказна младунчад разних животиња.

## Музеј антропологије и етнографије
Током 1830. године колекције Кунсткамере биле су распоређене у новоосноване империјалне музеје. Првобитно су постојали одвојени музеји за антропологију и етнографију, али је 5. децембра 1878. године одлучено да се споје у јединствени музеј који је именован 10. новембра 1879. године. Тек 1887. године музеј је коначно добио своју властиту изложбу. Дана 23. септембра 1889. године отворена је прва изложба јединственог музеја.

## Мисаони епицентар
Посетилац који дође у Кунсткамеру, налази се заправо, у филозофском епицентру једне од најважнијих раскрсница руске интелектуалне, а тиме и опште историје. Наиме, необична колекција стоји у корену руске науке и новог идентитета руске нације који је одликован огромном мисаоном енергијом Петра Великог. Да би колекција била што богатија, Петар Велики је донео указ "О доношењу рођених наказа, као и пронађених необичних ствари". За сваку људску или животињску наказу плаћао је 10 рубаља-што је за то време представљало много новца. Како би што више људи долазило да види његов веома "чудесни призор" (рус. зело дивно!) свако ко би погледао експонате послужен је кафом, чашицом вотке или мађарским вином.

## Архитектура
Зграда (музеј) постављен је 1718. године. Изградњу је надгледао архитекта Матарнови, који је пројектовао зграду. Од 1719. до 1724. године, почев од већ завршених фондација, изградњу води Гербел. Архитекта је направио бројне измене у пројекту: мали кров, крунисан галеријом, замењен је високим кровом с преломом два угла; Угаони одливци добијају глатке зидове и завршавају са великим барокним педиментима са волутама; кровни клизачи два крила зграде су изоловани од волумена куле, максимизујући га; Уместо ниске куле, појављује се још један слој са куполом.
После смрти Гербела 1724. године, рад је водио архитекта Киавери. Због откривених недостатака у дизајну, одлучено је поновно поставити централни део. Године 1726. у још недовршеној згради превезене су колекције. Од 1729. године, под руководством Земтсова, унутар зграде су извршене разне "поправке и измене". Са инсталацијом 12 статуа северне и јужне фасаде 1735. године, зграда је коначно завршена.